# Marche de Neustrie
En 861, Charles le Chauve crée deux marches en Neustrie, afin de défendre cette région contre une double menace représentée par les Bretons et par les Vikings.

## Histoire

### La marche de Neustrie (861-911)
La marche de Neustrie, créée pour la défense contre les Bretons est désignée par « marche bretonne » et celle contre les Normands par « marche normande ». Ces appellations ne sont en rien contemporaines, les deux marches ayant été  désignées sous le terme générique de « marche de Neustrie ».
La « marche bretonne » confiée en 861 à Robert le Fort, comprenait la Touraine, l'Anjou et le Maine, ce dernier ayant à l'époque perdu sa capitale, Le Mans, et les territoires alentour, érigés en apanage, le duché du Mans.
La « marche normande », qui s'étendait depuis la région du Mans en Basse-Normandie jusqu'à la Seine, échoit à Adalard le Sénéchal et à ses parents Udo et Bérenger, fils du comte Gebhard. 
Mais les Rorgonides, possessionnés du comté du Maine, s'opposèrent aux nouveaux marquis et intriguèrent à la cour, de sorte que Charles le Chauve retira la marche normande à Adalard et à ses parents, pour la confier aux Rorgonides, qui la tiennent jusqu'en 885. Pendant ce temps, dans l'autre marche, Robert le Fort, brièvement écarté vers 865 est tué lors d'un engagement contre les Normands en 866, et est remplacé par un parent de sa femme, Hugues l'Abbé.
En 885, Charles le Gros devient roi de France et nomme Henri, un noble de Francie Orientale, comme marquis de la « marche normande », mais il est tué peu après, en 886. Hugues l'Abbé meurt également en 886. Sont alors nommés Eudes pour la « marche bretonne » et Bérenger pour la « marche normande ».
En 911, le traité de Saint-Clair-sur-Epte donne à Rollon le comté de Rouen, base du futur duché de Normandie. La « marche normande » qui n'a plus lieu d'être, est alors fusionnée avec l'autre marche, et l'on voit le marquis Robert parfois qualifié de demarchus, soit maître des deux marches.

## Liste des marquis de Neustrie
| Marche contre les Normands - 861-865 : Adalard le Sénéchal, Udo et Bérenger Ier | Marche contre les Normands - 861-865 : Adalard le Sénéchal, Udo et Bérenger Ier | Marche contre les Bretons - 861-866 : Robert le Fort                                                                                                   | Marche contre les Bretons - 861-866 : Robert le Fort                                                                                                   |  |
| - 865-878 : Gauzfrid, comte du Maine - 878-885 : Ragenold, comte d'Herbauges - 884-886 : Henri de la famille des Popponides | - 865-878 : Gauzfrid, comte du Maine - 878-885 : Ragenold, comte d'Herbauges - 884-886 : Henri de la famille des Popponides | - 866-886 : Hugues l'Abbé (fils de Conrad) | - 866-886 : Hugues l'Abbé (fils de Conrad) |  |
| - 886-896 : Bérenger II, comte de Bayeux - 896-911 : Il semble que qu'à compte de cette date, Robert soit chargé des deux Marches comme en témoigne l'appellation qu'il doit à son frère, devenu roi, "illustris comes el marchio" | - 886-896 : Bérenger II, comte de Bayeux - 896-911 : Il semble que qu'à compte de cette date, Robert soit chargé des deux Marches comme en témoigne l'appellation qu'il doit à son frère, devenu roi, "illustris comes el marchio" | - 886-888 : Eudes († 898), roi des Francs en 888 - 888-922 : Robert, se voit confier la Marche par son frère, devenu roi, qualifié de demarchus en 911 | - 886-888 : Eudes († 898), roi des Francs en 888 - 888-922 : Robert, se voit confier la Marche par son frère, devenu roi, qualifié de demarchus en 911 |  |
| | Marquis des deux marches - 911-922 : Robert († 923), roi des Francs en 922 - 922-956 : Hugues le Grand - 960-987 : Hugues Capet († 996), roi des Francs en 987                                                                     | | |  |

## Sources
- Hubert Guillotel, « Une autre marche de Neustrie », dans Onomastique et Parenté dans l'Occident médiéval, Oxford, Linacre College, Unit for Prosopographical Research, coll. « Prosopographica et Genealogica / 3 », 2000, 310 p. (ISBN 1-900934-01-9), p. 7-13